# Apol·lònides d'Útica
Apol·lònides d'Útica (en grec antic Ἀπολλωνίδης) va ser un filòsof estoic grecoromà. És conegut principalment perquè segons explica Plutarc, va conversar amb Cató el Jove sobre el suïcidi poc abans que Cató es suïcidés a la ciutat d'Útica.